# Nitrito de amilo
El nitrito de amilo es un compuesto químico que se presenta en estado líquido en condiciones normales. Tiene un color amarillo transparente, es altamente volátil, algo tóxico e irritante. Es altamente inflamable y narcótico por inhalación. Al igual que otros nitritos, es también conocido como popper.
El nitrito de amilo fue descubierto en 1844 por el químico francés Antoine-Jérôme Balard y se ha empleado en medicina desde 1867, en el tratamiento de angina de pecho.
Ahora existe una amplia gama de preparados médicos para esta afección, y el empleo del nitrito de amilo queda restringido al tratamiento de emergencia de los ataques de angina, o como antídoto para el envenenamiento por cianuro, cuando se precisa un tratamiento instantáneo.

## Aplicaciones
Una vez en el sistema, es absorbido a través de la membrana mucosa de los pulmones, es el nitrito de acción más rápida (los efectos se experimentan en diez segundos ). Relaja las paredes de los vasos sanguíneos, sobre todo de la cabeza y el cuello. Treinta o cuarenta segundos después de haber suministrado el fármaco, la cara se congestiona, la cabeza y el cuello sudan y aumenta el régimen cardíaco. Las válvulas del corazón se abren, de este modo aumenta el flujo sanguíneo y el oxígeno que llega a las zonas del músculo cardíaco deficientemente irrigadas proporcionando alivio al que sufre la angina.
- En medicina ha sido usado por su efecto vasodilatador y estimulante para el tratamiento de angina de pecho.[2]
- Ha sido usado como antídoto para el envenenamiento por cianuro.[3] [4]

- Se usa como una droga recreativa bajo el nombre de popper, al igual que otros alquilnitritos, por su efecto euforizante y ser un estimulante sexual.[7][8]

## Factores toxicológicos
La vía de intoxicación más habitual por nitrito de amilo es la vía respiratoria. La intoxicación aguda se manifiesta por rubor de la piel, vómitos, disminución notable de la presión arterial y parálisis respiratoria ocasionada por la concentración de metahemoglobina; para lo cual se recomienda administrar azul de metileno, 0.1 mL/kg de solución al 1 % por vía intravenosa durante 10 minutos.[cita requerida]
Para las personas que sufren alguna enfermedad del corazón, la inhalación de nitritos puede ser fatal ya que provoca taquicardia e interactúa con los medicamentos vasodilatadores que se suelen prescribir a los cardiópatas.
Por ingestión es altamente tóxico.